# Partit Federal del Sudan del Sud
El Partit Federal del Sudan del Sud (Southern Sudan Federal Party PFSS/SSFP, a vegades anomenat Partit Federal Sudista o Partit Federalista) fou un efímer partit polític del Sudan, operant al sud del país. Fou fundat el 1957 per dos intel·lectuals, el pare Saturnino Lohure Hilangi i Ezboni Mondiri Gwanza. El partit proposava una confederació d'estats igual entre nord i sud, amb l'anglès i àrab com a llengües amb els mateixos drets, un estat secular amb l'islam i el cristianisme reconeguts com a principals religions i les altres respectades igualment; el sud havia de tenir un funcionariat, sistema educatiu i exèrcit propis
En les eleccions de febrer i març del 1958 va donar suport al Partit Liberal Sudista que va obtenir 38 diputats (d'un total de 46 escons a les províncies del sud); un membre del partit fou elegit en les llistes liberals per Torit. Però les discòrdies internes dels liberals van provocar el fraccionament del grup i 16 parlamentaris se'n van separar; dos parlamentaris van passar a altres partits, un d'ells el que havia estat elegit pel Partit Federal i l'altre pel Front Antiimperialista; aquestos dos partits van formar aliança. Aquest va presentar una moció per un Sudan federal que fou rebutjada i el partit es va retirar del Parlament (16 de juny de 1958); el govern llavors va fer arrestar al president del partit Ezboni Mondiri Gwanza i aquest es va fraccionar i el Pare Saturnino Lohure va formar amb tots els parlamentaris que li van voler donar suport, el Bloc del Sud, que va reunir a 25 membres. El 17 de novembre de 1958 el parlament quedava dissolt per un cop d'estat militar dirigit pel general Ibrahim Abbud. Saturnino va haver de fugir a Uganda el 1961. Mondiri fou jutjat el 1960 i condemnat a 10 anys. El 30 d'octubre de 1964 es va formar un govern de transició a al democràcia en el que Mondiri fou ministre fins al març de 1965.